# (89) Júlia
Julia és l'asteroide núm. 89 de la sèrie. Fou descobert per l'Édouard Stephan a Marsella el 6 d'agost del 1866, i fou el primer dels seus dos asteroides descoberts.
És un asteroide gran del cinturó principal. Es creu que el nom es deu a Santa Júlia de Còrsega.